# Vinjak

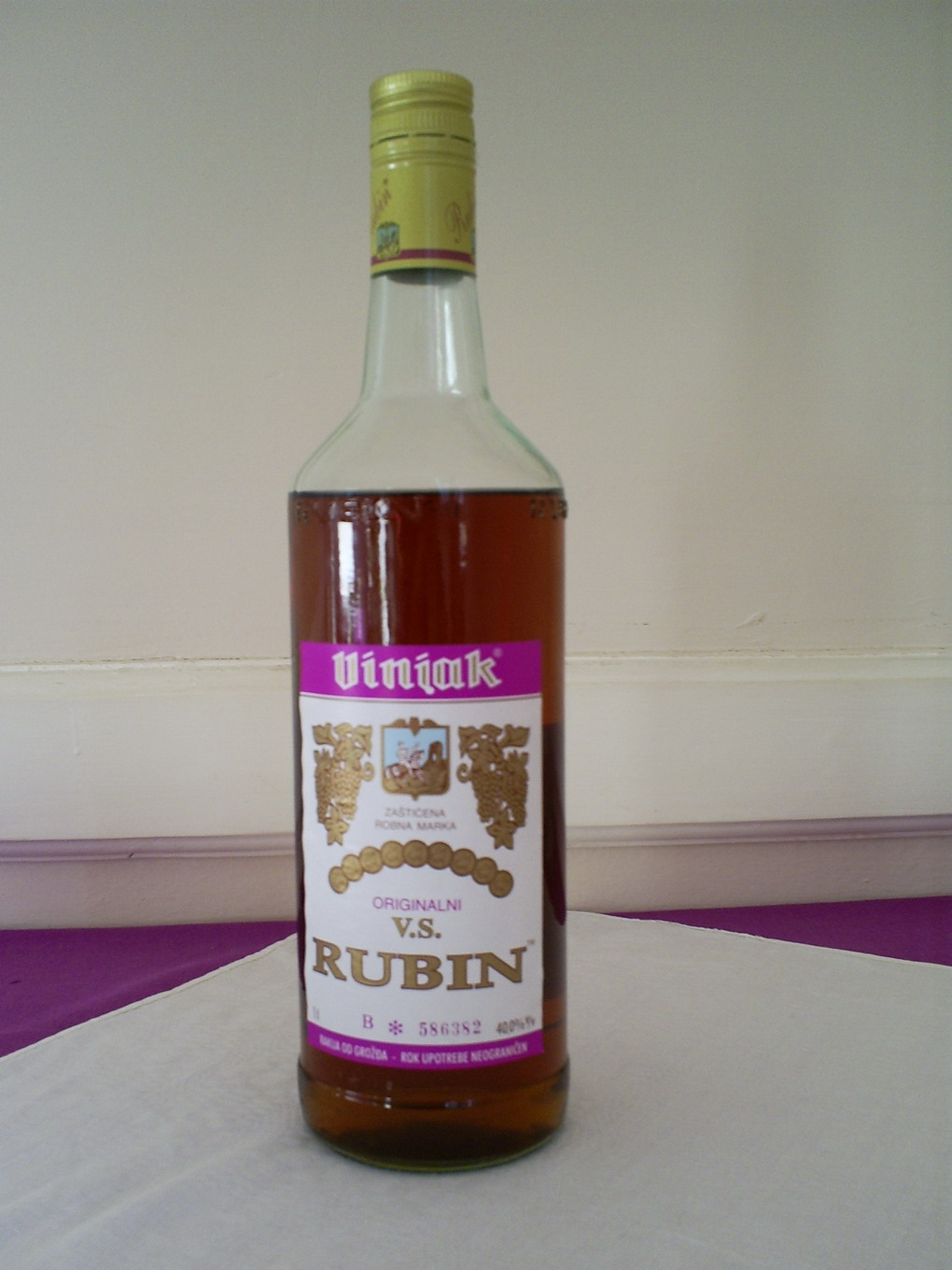
Vinjak V.S.

Vinjak est une marque d'eau-de-vie de vin produite par l’entreprise serbe Rubin. Initialement vendue sous l'appellation cognac, le nom de la boisson a été modifié pour respecter les réglementations sur les appellations Cognac.
Vinjak a une couleur brun clair et contient 40 % d'alcool. 
À l'origine, Vinjak est introduit en Serbie par Dragoljub Marković, un vigneron de Aleksandrovac (Serbie) en 1933. Il a commencé sa fabrication après avoir achevé ses études d'œnologie à Paris en 1932. La production est quasiment stoppée durant la Seconde Guerre mondiale et s'arrête complètement lors de la nationalisation de l'entreprise. C'est la compagnie Rubin, fondée en 1955 et privatisée en 2005, qui produit le Vinjak depuis 1957.
Entre 4,8 et 5,5 millions de litres sont produits chaque année. Comme cognac, Vinjak est étiqueté avec VS (Very special), VSOP (Very special old pale) ou XO (Extra Old), selon le nombre d'années.